# Championnat des Amériques de Formule Régionale
Le Championnat des Amériques de Formule Régionale (Formula Regional Americas Championship) est un championnat de course automobile se déroulant en Amérique du Nord et centrale et utilisant des monoplaces de la catégorie Formule Régionale. Il est organisé par le Sports Car Club of America. Il est le championnat de Formule régionale américain, certifié par la Fédération internationale de l'automobile (FIA).

## Histoire
Depuis 2013, la Fédération internationale de l'automobile (FIA) cherche à uniformiser les catégories des différents championnats juniors et à créer différents niveaux hiérarchiques afin d'accompagner les pilotes du karting vers la Formule 1. Pour pallier la disparition de certains championnats nationaux et combler l'écart de performances et de places disponibles entre alors le Championnat d'Europe de Formule 3 et les championnats de Formule 4, la FIA décide de créé en 2017 une nouvelle catégorie : la Formule 3 régionale, aussi appelé Formula Regional.
En 2017, le premier championnat annoncé pour cette nouvelle catégorie est le championnat des Amériques de Formule 3 régionale, appelé F3 Americas Championship sous sa dénomination officielle. Ce championnat est une expansion du Championnat des États-Unis de Formule 4 crée en 2016 et qui connaît un succès important. La plupart des équipes du championnat F4 américain rejoignent par la suite également ce nouvel échelon supérieur. Les monoplaces de l'ensemble des concurrents se composent d'un châssis conçu par Ligier, d'un moteur Honda et de pneumatiques fournis par Pirelli. Elles abordent également un halo de sécurité. Le championnat permet notamment d'attribuer des points de Superlicense aux pilotes terminant aux huit premières places du classement final.
En 2020, le championnat se renomme Formula Regional Americas Championship afin de s'aligner sur les changements mis en place par la FIA pour la catégorie. Cette saison marque aussi le début d'un partenariat approfondi avec l'Honda Performance Development (HPD) qui va permettre notamment d'offrir au vainqueur du championnat la possibilité de concourir en Indy Lights l'année suivante. En 2021, le vainqueur du championnat reçoit de la part de l'HPD une bourse d'études pour participer au championnat 2022 de Super Formula.

## Palmarès

### Pilotes
| Année | Champion           | Équipe du champion         |
| ----- | ------------------ | -------------------------- |
| 2018  | Kyle Kirkwood      | Abel Motorsports           |
| 2019  | Dakota Dickerson   | Global Racing Group        |
| 2020  | Linus Lundqvist    | Global Racing Group        |
| 2021  | Kyffin Simpson     | TJ Speed MotorSports       |
| 2022  | Raoul Hyman        | TJ Speed MotorSports       |
| 2023  | Callum Hedge       | Crosslink Kiwi Motorsports |
| 2024  | Patrick Woods-Toth | Crosslink Kiwi Motorsports |

### Équipes
| Année | Vainqueur                  |
| ----- | -------------------------- |
| 2018  | Abel Motorsports           |
| 2019  | Global Racing Group        |
| 2020  | Global Racing Group        |
| 2021  | TJ Speed MotorSports       |
| 2022  | TJ Speed MotorSports       |
| 2023  | Crosslink Kiwi Motorsports |
| 2024  | Crosslink Kiwi Motorsports |